# Tibouchina kleinii
Tibouchina kleinii là một loài thực vật có hoa trong họ Mua. Loài này được Wurdack miêu tả khoa học đầu tiên năm 1962.